# Щербаков, Арсентий Арсентьевич
Арсентий Арсентьевич Щербаков (5 мая 1917 — 4 апреля 1974) — участник Великой Отечественной войны с 22 июня 1941 года, Герой Советского Союза (10 января 1944), подполковник (1951).

## Биография
Родился 5 мая 1917 года в станице Филоновская Хопёрского округа области Войска Донского (сейчас Новоаннинского района Волгоградской области) в казачьей семье. Окончил среднюю школу в 1934 году, а на следующий год курсы бухгалтеров. До призыва в армию работал в городе Грозный (в то время столица Чечено-Ингушской АССР). Член ВЛКСМ с 1938 года.
В армии с 1939 года. До начала Великой Отечественной войны проходил службу в отдельном сапёрном батальоне в звании красноармейца.
Участник Великой Отечественной войны с 22 июня 1941 года. С самого начала войны и по октябрь 1941 года служил на Ленинградском фронте. Будучи политруком роты 195-го отдельного сапёрного батальона в звании младшего лейтенанта пропал без вести в 1941 году, согласно представлению начальника отдела УК ГПУ. Участвовал в обороне Ленинграда. 
С ноября 1941 по февраль 1942 года служил старшиной роты 2-го отдельного лыжного полка в звании старшина. С 17 октября 1941 года он воюет на Волховском фронте. С июня 1942 служит на должности адъютанта командира 6-й бригады морской пехоты Балтийского флота. Летом 1942 года проходит обучение на курсах адъютантов стрелковых батальонов и в августе заканчивает обучение с присвоением 10 августа воинского звания младший лейтенант. С августа 1942 по август 1943 года служит адъютантом командира батальона 505-го стрелкового полка. 29 ноября 1942 года ему было присвоено звание лейтенанта, а 22 февраля 1943 года — старший лейтенант. В апреле и мае 1943 года был командиром взвода 3-го отдельного стрелкового батальона 140-й стрелковой бригады. Принимал участие в Любанской наступательной операции.
С 25 мая 1943 воевал на Воронежском фронте (по другим данным с 1 июля). С августа 1943 года был назначен 1-м помощником начальника штаба 358-го стрелкового полка 136-й стрелковой дивизии.
В начале сентября 1943 года во время наступления на город Зеньков старший лейтенант Арсентий Щербаков, несмотря на штабную должность первого помощника начальника штаба полка, проявил себя как умелый боевой командир. После ранения командира 2-го батальона 358-го стрелкового полка выбыл из строя, принял на себя командование полком. Он организовал пулемётную роту и резерв комбата и, лично возглавив сформированную группу, сломил сопротивление противника и ворвался на железнодорожную станцию Зеньков. Этими действиями он обеспечил успех других подразделений по захвату города. За этот успех командир полка подполковник Бортник представил его 12 сентября к ордену Красной Звезды, но, несмотря на поддержку командира дивизии, командующий 38-й армии генерал-лейтенант Н. Е. Чибисов принимает решение изменить награду на медаль «За отвагу».
При подготовке форсирования Днепра в районе острова Казачий умело организовал сбор переправочных средств. 1 октября 1943 года для выполнения поставленной задачи мобилизовал население деревни Гнедынь. Всего было отремонтировано 18 лодок и 4 плота. К ночи на 2 октября собрал в прилегающих населённых пунктах до 30 лодок, что позволило полку в эту ночь успешно форсировать реку. Под сильным огнём противника руководил переправой полка. В течение 2 октября обеспечивал бесперебойное снабжение полка на плацдарме боеприпасами, питанием и эвакуацию раненых на левый берег Днепра. Одновременно обеспечивал управление батальонами на захваченном плацдарме. 3 октября активно участвовал в отражении многочисленных контратак противника, личным примером увлекал бойцов за собой.
После переброски 136-й стрелковой дивизии на Лютежский плацдарм (30 километров севернее Киева) снова проявил себя в качестве командира батальона. После ранения командира 1-го батальона возглавил батальон.
13 и 14 октября батальон под его руководством отразил многочисленные атаки противника и в дальнейшем продвинулся на 5 километров, уничтожив большое количество противостоящих войск.
За эти действия первый помощник начальника штаба 358-го полка был представлен 22 октября 1943 года к званию Герой Советского Союза. Указом Президиума Верховного Совета СССР «О присвоении звания Героя Советского Союза генералам, офицерскому, сержантскому и рядовому составу Красной Армии» от 10 января 1944 года за «образцовое выполнение боевых заданий командования на фронте борьбы с немецко-фашистскими захватчиками и проявленные при этом отвагу и геройство» удостоен звания Герой Советского Союза с вручением ордена Ленина и медали Золотая Звезда.
Далее активно руководил батальоном в наступлении на город Киев. Своим решением направил 1-й батальон на станцию Святошино, одновременно отдав приказы на наступление двум батальонам полка. Благодаря этим действиям пригород Киева в районе завода «Большевик» был занят на полтора часа раньше. При преследовании противника организовал конную группу, с которой захватил несколько обозов противника и первым ворвался в деревню Щербановка. Заняв деревню Жуковка, батальон, руководимый Арсентием Щербаковым, отрезал от основных сил около батальона противника. При попытке прорваться на деревню Зеремье противник был полностью уничтожен. В этих боях неоднократно проявлял личное мужество. Например, с одним красноармейцем разогнал обоз противника из семи подвод и захватил автоцистерну. Преследуя противника, вырывался вперёд на расстояние до 8 километров и передавал командованию важные сведения.
За проявленные мужество и героизм был представлен командиром 358-го полка подполковником Бортником к ордену Красного Знамени.
В октябре 1943 — феврале 1944 года был начальником штаба 358-го полка. 4 декабря 1943 года ему присваивается воинское звание капитан.
С февраля по апрель 1944 года в звании капитана возглавлял 358-й стрелковый полк. Принимал участие в Житомирско-Бердичевской, Корсунь-Шевченковской и Уманско-Ботошанской наступательных операциях. Был ранен и с апреля по июнь 1944 года проходил лечение в госпитале.
Вернувшись на фронт, в июне-июле 1944 года служил помощником начальника штаба 667-го стрелкового полка 218-й стрелковой дивизии, а затем с августа 1944 по май 1945 года возглавлял штаб этого полка. С 667-м стрелковым полком принимал участие в Львовско-Сандомирской, Сандомирско-Силезской и Нижне-Силезской наступательных операциях.
С июля 1945 года по февраль 1946 года лечился в госпитале, а потом восстанавливал здоровье в санатории. После войны жил в Москве. В декабре 1946 года окончил Офицерскую школу штабной службы, и 26 декабря ему было присвоено звание майора. С 1947 по 1958 год служил в штабе Воздушно—десантных войск на должностях офицера и старшего офицера по укомплектованию. 
30 июня 1951 года получил звание подполковника. Без отрыва от службы в 1952 году окончил экстерном Рязанское воздушно—десантное училище. В 1955 году вступил в ряды КПСС.
В январе 1959 года уволился в запас в звании подполковника.
После увольнения работал в Министерстве связи РСФСР, на должности заведующего производством в цеху по сортировке конвертов, марок и открыток.
Умер 4 апреля 1974 года и был похоронен на Бабушкинском кладбище (участок 20).

## Награды
- Звание Герой Советского Союза с присвоением медали Золотая звезда (№ 3569) и ордена Ленина (№ 17824) (10 января 1944)[2][4][9];
- орден Отечественной войны II степени (11 января 1944 года)[5];
- орден Красной Звезды (30 апреля 1954 года)[2];
- медаль «За отвагу» (12 октября 1943)[3];
- медаль «За боевые заслуги» (20 июня 1949 года)[2];
- другие медали[2].

## Память
- Его могила, расположенная на Бабушкинском кладбище, имеет охранный статус «Объект культурного наследия России»[10].
- В его честь назван переулок в городе Новоаннинский[2].